# Ахілль Сушар
Ахілль Сушар (фр. Achille Souchard, 17 травня 1900 — 20 вересня 1976) — французький велогонщик.
Олімпійський чемпіон 1920 року в роздільній командній гонці.